# Alina Kašlinskaja
Alina Kašlinskaja (Moskva, 28. listopada 1993.), ruska je šahovska velemajstorica i europska prvakinja u pojedinačnom šahu, supruga poljskog velemajstora Radoslawa Wojtašeka.
Kao desetogodišnjakinja osvaja srebrno odličje na Europskom prvenstvu mladih šahista u Budvi. Sedam godina kasnije nastupa za rusku B ekipu na Šahovskoj olimpijadi u Hanti-Mansijsku, na kojoj osvaja pojedinačno srebrno odličje. Kao osamnaestogodišnjakinja postaje svjetskom juniorskom doprvakinjom.
Na Europskom prvenstvu u Gruziji 2015. osvaja brončano, a četiri godine kasnije u Antaliji zlatno odličje.